# 창캬 쿠툭투
창캬 후툭투(ལྕང་སྐྱ་ཧོ་ཐོག་ཐུ།, lcang skya ho thog thu)는 티베트 불교 겔룩파의 내몽골 지역 최고 활불이자 지도자이다.

## 같이 보기
- 몽장문화중심